# Вільненська сільська рада (Великописарівський район)
Ві́льненська сільська́ ра́да — колишній орган місцевого самоврядування в Великописарівському районі Сумської області. Адміністративний центр — село Вільне.

## Загальні відомості
- Населення ради: 1 569 осіб (станом на 2001 рік)

## Географія
Вільненська сільська рада розташована у центральній частині району.

## Населені пункти
Сільській раді були підпорядковані населені пункти:
- с. Вільне
- с. Дружба
- с. Їздецьке
- с. Станичне
- с. Широкий Берег
- с. Шурове

## Склад ради
Рада складалася з 16 депутатів та голови.
- Голова ради: Іншин Григорій Єгорович
- Секретар ради: Спасьонова Валентина Вікторівна

### Керівний склад попередніх скликань
| Прізвище, ім'я, по батькові | Основні відомості                                                 | Дата обрання | Дата звільнення |
| --------------------------- | ----------------------------------------------------------------- | ------------ | --------------- |
| Іншин Григорій Єгорович     | Сільський голова, 1957 року народження, освіта вища, безпартійний | 26.03.2006   | 31.10.2010      |
| Іншин Григорій Єгорович     | Сільський голова, 1957 року народження, освіта вища, безпартійний | 31.10.2010   |                 |

Примітка: таблиця складена за даними сайту Верховної Ради України